# Rachel Wall
Rachel Wall (Carlisle, Pennsilvània, 1760 - Boston, Massachusetts, 8 d'octubre de 1789) va ser una pirata estatunidenca, considerada la primera persona nascuda als Estats Units a convertir-se en pirata. També és considerada com la darrera dona executada a la forca a Massachusetts.

## Biografia

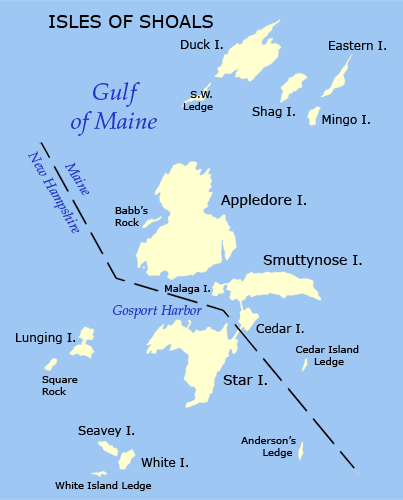
Wall i la seva banda es dedicaren a assaltar naus entre les illes Shoals

Provinent d'una família presbiteriana, després de casar-se es traslladà amb el seu marit, Geroge Wall, a Boston. Allà Rachel va començar a treballar com a criada, mentre que el seu marit es feu a la mar en una goleta de pesca. Quan George va tornar, va portar amb ell cinc mariners i les seves amants, i va convèncer Rachel perquè s'unís a ells. En una setmana, el grup havia gastat tots els seus diners i la goleta es feu de nou a la mar, moment en què George va suggerir als altres que es convertissin en pirates. Va agafar en préstec una altra goleta a un amic, i el grup va salpar.
Entre 1781 i 1782, Rachel i la seva tripulació van treballar a l'illa de Shoals, just a la costa de New Hampshire. Després de les tempestes, Rachel es posava a la coberta i cridava ajuda. Quan alguna nau anava a ajudar-los, els assassinaven i els robaven tots els seus béns. La tripulació va assaltar amb èxit, 12 vaixells, aconseguint més de 6.000 dòlars en efectiu, una quantitat indeterminada d'objectes de valor i la matança de 24 mariners.

## Detenció i execució
Finalment, després que el seu marit i la tripulació es perdessin en el mar en un accident, Rachel va tornar a Boston i va reprendre el seu paper de criada. No obstant això, encara li agradava anar als molls i esmunyir-se dins vaixells per robar-hi. El seu últim robatori es va produir quan va veure una jove anomenada Margaret Bender, que portava un capell que Rachel cobejava. Va intentar robar-lo i arrencar-li la llengua a Margaret, però va ser capturada i arrestada.
La van jutjada per robatori el 10 de setembre de 1789. Ella va sol·licitar ser jutjada com a pirata, tot i que va afirmar que mai no havia matat ningú. Va ser trobada culpable de robatori i condemnada a la forca el 8 d'octubre de 1789. Segons es diu, les seves darreres paraules foren: "... en mans del Déu Totpoderós, lliuro la meva ànima, confiant en la seva misericòrdia ... i moro com a membre indigne de l'Església presbiteriana, al 29è any de la meva edat".
La seva mort va marcar l'última ocasió en què van penjar una dona a Massachusetts.